# Gouvernement Mustafa
République du Kosovo
Thaçi II Haradinaj II
Le gouvernement Mustafa (en albanais : Qeveria Isa Mustafa) est le gouvernement de la république du Kosovo entre le 9 décembre 2014 et le 9 septembre 2017, sous la 5e législature de l'Assemblée.

## Historique du mandat
Ce gouvernement est dirigé par le nouveau Premier ministre Isa Mustafa, anciennement maire de Pristina. Il est constitué et soutenu par une coalition gouvernementale entre le Parti démocratique du Kosovo (PDK), la Ligue démocratique du Kosovo (LDK), la Liste serbe pour le Kosovo (SL), le Parti démocratique turc du Kosovo (sq) (KDTP) et la Coalition Vakat (en). Ensemble, ils disposent de 80 députés sur 120, soit 66,7 % des sièges de l'Assemblée.
Il est formé à la suite des élections législatives du 8 juin 2014.
Il succède donc au second gouvernement d'Hashim Thaçi, constitué et soutenu par une coalition entre le Parti démocratique, l'Alliance pour un nouveau Kosovo (AKR), le Parti de la justice (DP), le Parti libéral indépendant (SLS) et le Parti démocratique turc.

### Formation
Le 8 décembre 2014, 183 jours après la tenue des élections, le PDK et la LDK signent un accord de coalition en vue de former un gouvernement commun, sous la direction du président de la LDK Isa Mustafa. L'Assemblée se réunit peu après pour élire Kadri Veseli, du Parti démocratique, à sa présidence. L'accord prévoit que le chef de l'exécutif sortant Hashim Thaçi sera premier vice-Premier ministre et ministre des Affaires étrangères, puis le candidat commun des deux partis à l'élection présidentielle indirecte de 2016.
L'élection du président de l'Assemblée est suivie d'une session parlementaire extraordinaire pour permettre l'investiture du Premier ministre et de son équipe gouvernementale. Elle se conclut le lendemain par un vote de confiance, qui est accordée par 73 voix pour, 38 contre et trois abstentions.

### Succession
Alors que le Parti démocratique et la Ligue démocratique marquent leurs désaccords sur la ratification du traité frontalier avec le Monténégro, l'Assemblée adopte le 10 mai 2017 une motion de censure par 78 suffrages favorables, 38 défavorables et trois abstentions, le PDK ayant joint ses voix à celles de l'opposition. Le chef de l'État annonce le lendemain que les élections législatives anticipées seront convoquées dès le 11 juin. Environ trois mois plus tard, Ramush Haradinaj accède au pouvoir en formant son second gouvernement qui réunit notamment le Parti démocratique, l'Alliance pour l'avenir du Kosovo (AAK), l'Initiative sociale-démocrate (NISMA) et l'Alliance pour un nouveau Kosovo.

## Composition
| Poste                                                                      | Titulaire | Titulaire                                                                           | Parti |
| -------------------------------------------------------------------------- | --------- | ----------------------------------------------------------------------------------- | ----- |
| Premier ministre                                                           |           | Isa Mustafa                                                                         | LDK   |
| Premier vice-Premier ministre                                              |           | Hashim Thaçi (jusqu'au 07/04/2016) Hajredin Kuçi (à partir du 02/06/2016)           | PDK   |
| Vice-Premier ministre Ministre de la Culture, de la Jeunesse et des Sports |           | Kujtim Shala                                                                        | LDK   |
| Vice-Premier ministre                                                      |           | Branimir Stojanović                                                                 | SL    |
| Ministre de l'Administration publique                                      |           | Mahir Yagcilar                                                                      | KDTP  |
| Ministre des Collectivités locales                                         |           | Lubomir Mariç                                                                       | SL    |
| Ministre de l'Éducation, de la Science et de la Technologie                |           | Arsim Bajrami                                                                       | PDK   |
| Ministre de la Diaspora                                                    |           | Valon Murati                                                                        | PDK   |
| Ministre de la Justice                                                     |           | Hajredin Kuçi                                                                       | PDK   |
| Ministre des Finances                                                      |           | Avdullah Hoti (jusqu'au 07/08/2017) Agim Krasniqi                                   | LDK   |
| Ministre du Développement économique                                       |           | Blerand Stavileci                                                                   | PDK   |
| Ministre de l'Intégration européenne                                       |           | Bekim Çollaku                                                                       | PDK   |
| Ministre des Forces de sécurité                                            |           | Haki Demolli                                                                        | LDK   |
| Ministre des Communautés et des Retours                                    |           | Aleksandar Jablanović (jusqu'au 03/02/2015) Dalibor Jevtić (à partir du 24/04/2015) | SL    |
| Ministre de l'Environnement et de l'Aménagement du territoire              |           | Ferid Agani                                                                         | PDK   |
| Ministre du Travail et de la Protection sociale                            |           | Arban Abrashi                                                                       | LDK   |
| Ministre de la Santé                                                       |           | Imet Rrahmani                                                                       | LDK   |
| Ministre des Infrastructures                                               |           | Lutfi Zharku                                                                        | LDK   |
| Ministre du Commerce et de l'Industrie                                     |           | Hikmete Bajrami                                                                     | LDK   |
| Ministre des Affaires étrangères                                           |           | Hashim Thaçi (jusqu'au 07/04/2016) Enver Hoxhaj (à partir du 02/06/2016)            | PDK   |
| Ministre de l'Intérieur                                                    |           | Skënder Hyseni                                                                      | LDK   |
| Ministre de l'Agriculture, des Forêts et du Développement rural            |           | Memli Krasniqi                                                                      | PDK   |
| Ministre sans portefeuille                                                 |           | Edita Tahiri                                                                        | LDK   |
| Ministre sans portefeuille                                                 |           | Rasim Demir                                                                         | Vakat |